# Anatoli Ufimzew

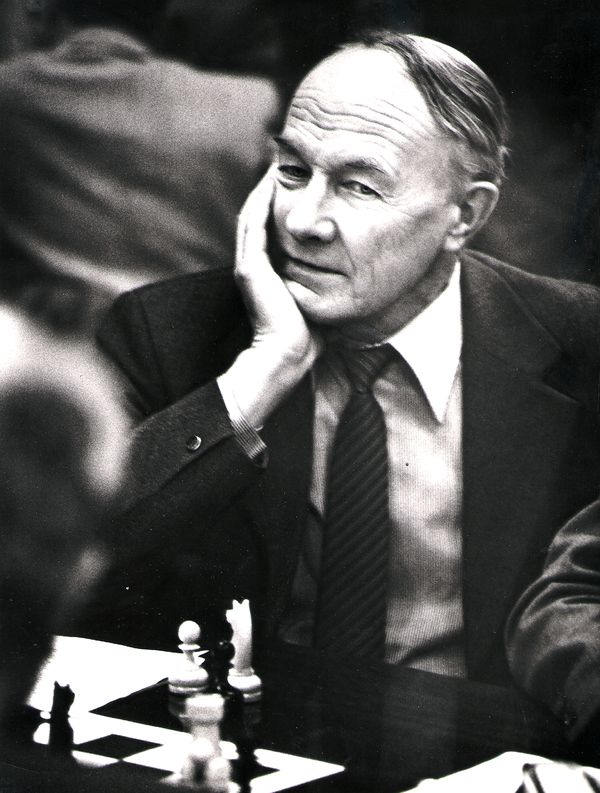
Anatoli Ufimzew

Anatoli Gawrilowitsch Ufimzew (russisch Анатолий Гаврилович Уфимцев, wiss. Transliteration Anatolij Gavrilovič Ufimcev; * 11. Mai 1914 in Omsk; † 2. Juli 2000 in Qostanai) war ein kasachisch-sowjetischer Schachmeister und -theoretiker.

## Leben
Ufimzew, von Beruf Ökonom, verbrachte den Großteil seines Lebens in Kasachstan, wo er zehn Mal die Landesmeisterschaft im Schach gewann. Im Jahre 1946 wurde er Meister des Sports der UdSSR. Er nahm häufig an den Halbfinals zu UdSSR-Meisterschaften teil, doch gelang ihm bloß 1947 die Qualifikation zur 15. Meisterschaft in Leningrad. Er teilte schließlich Platz 13 bis 15, doch gelangen ihm Siege über Wassili Smyslow und Salo Flohr. Ufimzews theoretische Erforschung des Eröffnungssystems 1. e2–e4 d7–d6 2. d2–d4 Sg8–f6 3. Sb1–c3 g7–g6  führte dazu, dass es im russischen Sprachraum auf seinen Namen getauft wurde: die Pirc-Ufimzew-Verteidigung.
Im Dezember 1947 hatte Umfimzew seine höchste historische Elo-Zahl von 2573.